# Bolat Aqscholaqow

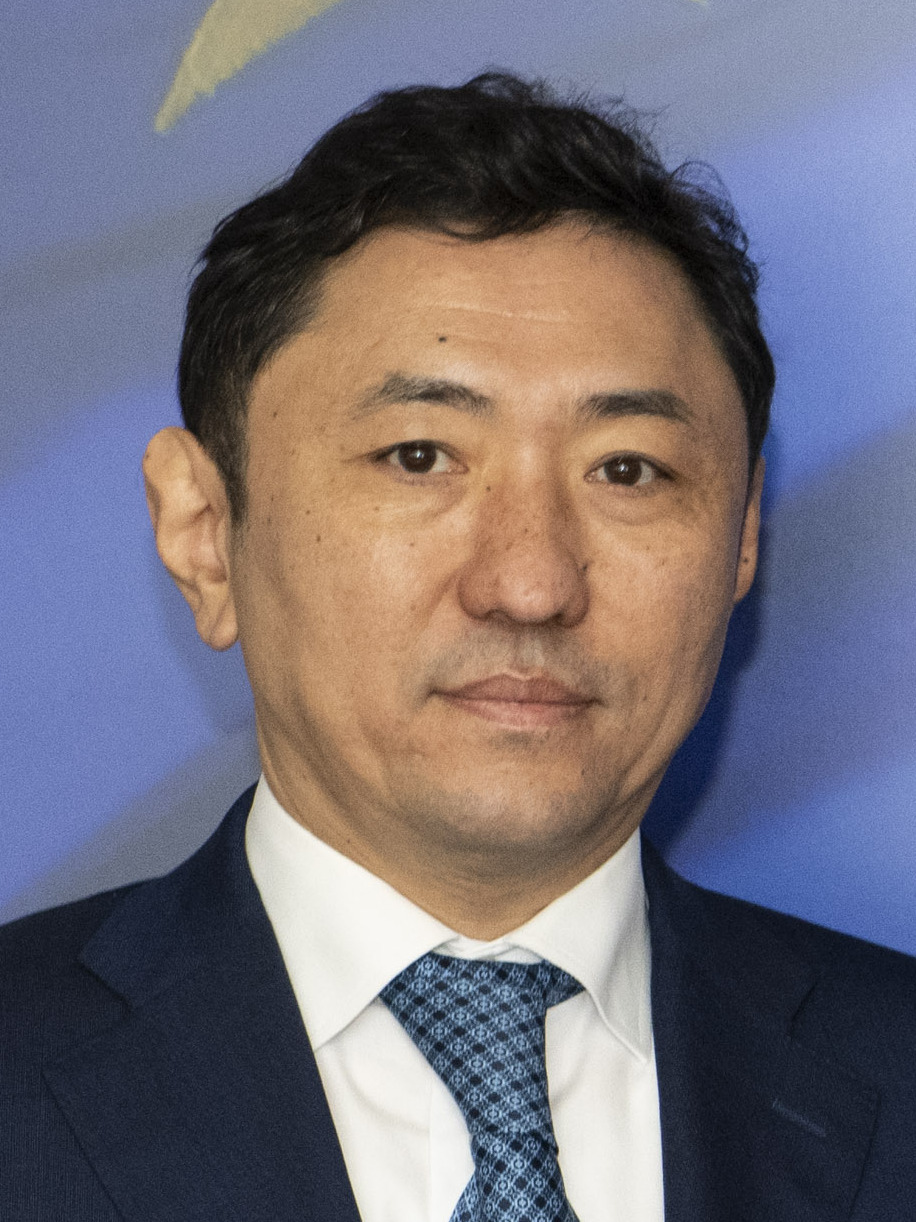
Bolat Aqscholaqow, 2023

Bolat Oraluly Aqscholaqow (kasachisch Болат Оралұлы Ақшолақов, Bolat Oralūly Aqşolaqov, russisch Булат Уралович Акчулаков Bulat Uralowitsch Aktschjulakow; * 9. April 1971 in Gurjew, Kasachische SSR) ist ein kasachischer Ökonom und Politiker.

## Leben
Bolat Aqscholaqow wurde 1971 in Gurjew geboren. Er machte 1993 einen Abschluss an der Kasachischen Staatlichen Akademie für Management.
Er begann seine berufliche Laufbahn 1994 als Ökonom bei der Alem Bank. Zwischen 1995 und 1997 arbeitete er als Abteilungsleiter für die Zentralasiatische Bank für Zusammenarbeit und Entwicklung. Anschließend war er für das kasachische Staatsunternehmen Kazakhoil und in verschiedenen Positionen für das britische Unternehmen Commonwealth & British Services Ltd. tätig. 2003 begann er für die staatliche kasachische Erdölgesellschaft KazMunayGas zu arbeiten. Hier arbeitete er drei Jahre lang als Direktor der Abteilung für die Verwaltung von Anteilen an Joint Ventures. 2006 bekleidete er zum ersten Mal eine politische Position als stellvertretender Minister für Energie und Bodenschätze. Nach zwei Jahren in diesem Amt wurde er im Januar 2008 Geschäftsführer beim Staatsfonds Samruk-Kazyna. Anschließend arbeitete er für ein Privatunternehmen, bevor er am 5. Oktober 2011 Vorstandsvorsitzender von KazMunayGas wurde. Infolge der gewalttätigen Proteste in Schangaösen wurde Aqscholaqow bereits im Dezember desselben Jahres wieder von diesem Posten entlassen.
Nur wenige Tage nach seiner Entlassung wurde er als stellvertretender Minister für Öl und Gas erneut Teil der Regierung. Diesen Posten bekleidete er bis zum 24. August 2014. Zwischen September 2014 und Februar 2016 war er Generaldirektor von Almex Petrochemical und anschließend bis November 2017 Generaldirektor von Kazenergy. Seit dem 28. November 2017 war er stellvertretender Energieminister. Im März 2019 wurde er Generaldirektor von Kazenergy und im folgenden Monat vom Posten des stellvertretenden Energieministers entlassen. Im April 2021 bekam Aqscholaqow eine leitende Position beim kasachischen Staatsfonds Samruk-Kazyna.
Nach den Unruhen in Kasachstan im Januar 2022 und dem Rücktritt der Regierung wurde er nur wenige Tage später am 11. Januar neuer Energieminister Kasachstans. Am 4. April 2023 wurde er aus dem Ministeramt entlassen und zum Berater des Präsidenten ernannt. Dies war er bis zum 13. Februar 2025, seitdem ist er Präsident von Kazenergy.